# NGC 1089
NGC 1089 (други обозначения – MCG -3-8-20, NPM1G -15.0147, PGC 10481) е елиптична галактика (E) в съзвездието Еридан.
Обектът присъства в оригиналната редакция на „Нов общ каталог“.